# Frullania ramuligera
Frullania ramuligera là một loài rêu tản trong họ Jubulaceae. Loài này được (Nees) Mont. miêu tả khoa học lần đầu tiên năm 1842.